# Городской пруд (Миасс)
Миасский городской пруд (Миасский пруд) — искусственный (рукотворный) водоём, образованный плотиной на реке Миасс. Расположен в старой части города Миасса (Челябинская область). Образован в 1773 году.

## История

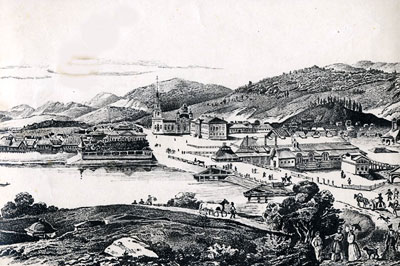
Плотина медеплавильного завода

Миасский пруд был устроен в 1773 году на реке Миасс для приведения в действие механизмов и машин тогда же образованного Миасского медеплавильного завода.
Первоначально пруд имел следующие параметры: абсолютная отметка уровня воды — 341,5 м, объём водной массы — 18 млн. м³, площадь водного зеркала 5,7 км².
В 1798 году на пруду была поставлена золотопромывочная фабрика.
В конце XIX века в верховьях пруда была начата промышленная добыча золота. В 1923—1935 годы — отрабатывалась группа россыпей на западном и восточном берегах пруда.
С 1988 года добыча золота велась дражным способом: разрабатывалась россыпь «Миасский пруд». На ней добыто более 4 тонн золота и около 2 млн м³ строительных песков — наполнителей тяжёлых бетонов.
В результате работы драги — произошло ухудшение экологической ситуации: существенно изменилась форма береговой линии, замутнилась вода, уплотнился слой донных отложений. Как следствие — изменился качественный и видовой состав флоры и фауны.
С 1996 года проводилась очистка Миасского пруда от дражных отвалов, попутно добывались песок и гравий.
После окончания окончания очистных работ в 2004 году, пруд приобрёл следующие параметры: объём водной массы — 25 млн м³, площадь — 4,8 км², средняя глубина — 5,2 м. По другим сведениям, параметры пруда таковы: его объём — 18 млн м³, площадь водного зеркала — 5,7 км². Максимальная длина пруда — 6,8 км, наибольшая ширина — 1,5 км.
Вода пруда используется для технических нужд города. Плотина пруда позволяет производить суточное и отчасти сезонное регулирование стока реки Миасс.

## Биоресурсы
По составу ихтиофауны Миасский городской пруд относится к плотвично-окуневым водоёмам.